# Ростовское
Росто́вское — сельский населённый пункт в Виноградовском районе Архангельской области России. Входит в состав Виноградовского муниципального округа. До 2021 года входила в состав Осиновского сельского поселения Виноградовского муниципального района, хотя первоначально планировалось создать Конецгорское сельское поселение.

## География
Ростовское расположено на правом берегу реки Северная Двина. Между Северной Двиной и Ростовским по лугу протекает Ростовский Полой, в устье которого находится остров Тальник. Крупнейшим озером в селе является Колозеро. К северо-западу от Ростовского располагается Корбала и болото Моховое, к юго-востоку — Конецгорье, к северо-востоку — озеро Мизеро и Клоновское озеро, за которым находится Клоновский заказник. Село Ростовское состоит из трёх деревень: Антоновская, собственно Ростовское и Селивановская. Через Ростовское проходит автотрасса Усть-Ваеньга — Осиново — Шиленьга — Корбала — Ростовское — Конецгорье — Рочегда — Кургомень — Топса — Сергеевская — Сельменьга — Борок (Гридинская) — Фалюки и дорога до озера Мизеро. Ростовское находится в 330 км от областного центра и в 24 километрах к юго-востоку от Двинского Березника.

## История
Ростовское впервые упоминаются в литературных источниках в 1398 году. Однако Л. А. Зарубин считает, что уже в начале XIV века (1315—1322 гг.) Кирьи горы и ряд других волостей «Важеской области» были ростовскими владениями. В дальнейшем Ростовское входило в состав Подвинского стана и Подвинской четверти, чети (Подвинское четвертное правление) (Важского) уезда Архангелогородской губернии. Затем — в Шенкурском уезде Архангельской губернии. Известно, что в 1574 году крестьяне из Ростовской волости сожгли Клоновский монастырь, с которым у них велись многолетние поземельные споры, и тем избавились от монастырской эксплуатации.
В 1918—1919 годах Ростовское было оккупировано интервентами.
До 1926 года существовала Ростовская волость, затем, до 1929 года, Ростовский сельский совет находился в Кургоминской волости. С 1954 года Ростовское было в составе в Конецгорского сельсовета.
С 2004 года по 2021 Ростовское находилось в Осиновском сельском поселении. В 2008 году село отметило своё 610-летие.

## Экономика
В советские годы, в Ростовском действовали сельскохозяйственные предприятия — коммуны, колхозы, совхозы, а фотография ростовского урочища Ропага висела в разделе Архангельской области в Москве на ВДНХ. Ныне животноводство в Ростовском представлено только приусадебными хозяйствами.

## Население
| 2002 | 2010 | 2012 |
| ---- | ---- | ---- |
| 92   | ↘56  | ↗65  |

В 1888 году в 16 деревнях Ростовского прихода насчитывалось 1346 душ обоего пола. В 1903 году Ростовская волость вошла в состав третьего стана Шенкурского уезда и в ней проживало 8490 человек. По переписи 1920 года в Ростовской волости проживало 6288 человек, а в Ростовском сельском обществе проживало 1655 человек обоего пола (в том числе в крупнейших деревнях: Антоновская (Закорье) — 301 чел., Часовенская (Инойгора, Жойгора) — 195 чел., Никулинское — 166 чел.).
Ныне население Ростовского с каждым годом неуклонно сокращается. Численность населения деревни, по данным Всероссийской переписи населения 2010 года, составляла 56 человек. В трёх деревнях села на 1.01.2010 числилось 180 человек, в том числе в Антоновской — 37 чел., в Ростовской — 88 чел., в Селивановской — 55 человек.

## Этимология
Владения ростовских князей в Подвинье назывались ростовщины, отсюда и название Ростовское.

### Карты
- Топографическая карта P-38-39,40. (Лист Рочегда)
- Ростовское на Wikimapia